# اسکار اریکسون (تیرانداز)
اسکار اریکسون (انگلیسی: Oscar Eriksson; ۲۸ ژوئن ۱۸۸۹ – ۲۵ دسامبر ۱۹۵۸) تیرانداز اهل سوئد بود.
وی در مسابقات کشوری و بین‌المللی در مجموع برندهٔ ۱ مدال نقره شده‌است.